# WTA Tour Championships 2009
El WTA Tour Championships 2009, també anomenada Copa Masters femenina, és l'esdeveniment que va reunir les vuit millors tennistes individuals i les quatre millors parelles femenines de la temporada 2009. Es tracta de la 39a edició en individual i la 34 en dobles. Es va disputar sobre pista dura entre el 27 d'octubre i l'1 de novembre, i per segona ocasió, es va celebrar en el Khalifa International Tennis Complex de Doha, Qatar.

## Notícies
- Juntament amb la victòria en la final i amb la retirada de Dinara Safina en la Round Robin, Serena Williams va pujar fins a la primera posició en el rànquing individual, de manera que va aconseguir finalitzar la temporada 2009 com a número 1, fet que ja havia aconseguit l'any 2002.[1]
- La parella formada per Cara Black i Liezel Huber es van assegurar la primera posició en el rànquing de dobles femenins per tercer any consecutiu després de superar les semifinals.[2]

## Individuals

### Classificació
| Rq | Jugadora            | Punts | T  | Data de classificació  |
| -- | ------------------- | ----- | -- | ---------------------- |
| 1  | Dinara Safina       | 7731  | 18 | 3 d'agost de 2009      |
| 2  | Serena Williams     | 7576  | 17 | 19 d'agost de 2009     |
| 3  | Svetlana Kuznetsova | 5772  | 18 | 5 d'octubre de 2009    |
| 4  | Caroline Wozniacki  | 5475  | 24 | 14 de setembre de 2009 |
| 5  | Ielena Deméntieva   | 5415  | 19 | 14 de setembre de 2009 |
| 6  | Viktória Azàrenka   | 4451  | 16 | 9 d'octubre de 2009    |
| 7  | Venus Williams      | 4397  | 16 | 9 d'octubre de 2009    |
| 8  | Jelena Jankovic     | 3555  | 18 | 22 d'octubre de 2009   |
| S1 | Vera Zvonariova     | 3550  | 15 | [ 8 ]                  |
| S2 | Agnieszka Radwanska | 3540  | 22 | [ 8 ]                  |

### Round Robin

#### Grup Blanc
| Pos. | Jugadora                        | V | D | Sets  | Jocs    |
| ---- | ------------------------------- | - | - | ----- | ------- |
| 1    | Jelena Jankovic                 | 2 | 1 | 4 - 2 | 29 - 17 |
| 2    | Caroline Wozniacki              | 2 | 1 | 4 - 4 | 36 - 38 |
| 3    | Viktória Azàrenka               | 1 | 2 | 4 - 4 | 39 - 36 |
| 4    | Agnieszka Radwanska (suplent 2) | 1 | 0 | 2 - 1 | 17 - 12 |
| RET  | Vera Zvonariova (suplent 1)     | 0 | 1 | 1 - 2 | 11 - 18 |
| RET  | Dinara Safina                   | 0 | 1 | 0 - 2 | 1 - 1   |

| Vencedora           | Perdedora          | Resultat          |
| ------------------- | ------------------ | ----------------- |
| Viktória Azàrenka   | Jelena Jankovic    | 6-2, 6-3          |
| Caroline Wozniacki  | Viktória Azàrenka  | 1–6, 6–4, 7–5     |
| Jelena Jankovic     | Dinara Safina      | 1-1, ret.         |
| Caroline Wozniacki  | Vera Zvonariova    | 6-0, 6-7(3), 6-4  |
| Jelena Jankovic     | Caroline Wozniacki | 6-2, 6-2          |
| Agnieszka Radwanska | Viktória Azàrenka  | 4-6, 7-5, 4-1 ret |

- Vera Zvonariova va substituir Dinara Safina després del primer partit a causa d'una lesió d'esquena.
- Agnieszka Radwanska va substituir Vera Zvonariova després del segon partit a causa d'una lesió de turmell.

#### Grup Granat
| Pos. | Jugadora            | V | D | Sets  | Jocs    |
| ---- | ------------------- | - | - | ----- | ------- |
| 1    | Serena Williams     | 3 | 0 | 6 - 1 | 44 - 34 |
| 2    | Venus Williams      | 1 | 2 | 4 - 5 | 49 - 47 |
| 3    | Svetlana Kuznetsova | 1 | 2 | 3 - 4 | 36 - 37 |
| 4    | Ielena Deméntieva   | 1 | 2 | 2 - 5 | 27 - 38 |

| Vencedora           | Perdedora           | Resultat         |
| ------------------- | ------------------- | ---------------- |
| Ielena Deméntieva   | Venus Williams      | 3–6, 7–6(6), 6–2 |
| Serena Williams     | Svetlana Kuznetsova | 7–6(6), 7–5      |
| Serena Williams     | Venus Williams      | 5-7, 6-4, 7-6(4) |
| Serena Williams     | Ielena Deméntieva   | 6-2, 6-4         |
| Venus Williams      | Svetlana Kuznetsova | 6-2, 6-7(3), 6-4 |
| Svetlana Kuznetsova | Ielena Deméntieva   | 6-3, 6-2         |

### Fase final
|  | Semifinals | Semifinals      | Semifinals      | Semifinals | Semifinals |                    |   | Final          | Final | Final | Final | Final |
|  |            |                 |                 |            |            |                    |   |                |       |       |       |       |
|  | 8          | Jelena Jankovic | 7               | 3          | 4          |                    |   |                |       |       |       |       |
|  | 7          | Venus Williams  | 5               | 6          | 6          |                    |   |                |       |       |       |       |
|  | 7          | Venus Williams  | 5               | 6          | 6          |                    | 7 | Venus Williams | 2     | 64    |       |       |
|  |            |                 |                 |            |            |                    | 7 | Venus Williams | 2     | 64    |       |       |
|  |            | 2               | Serena Williams | 6          | 7          |                    |   |                |       |       |       |       |
|  | 4          | 2               | Serena Williams | 6          | 7          | Caroline Wozniacki | 4 | 1              | r     |       |       |       |
|  | 4          |                 |                 |            |            | Caroline Wozniacki | 4 | 1              | r     |       |       |       |
|  | 2          | Serena Williams | 6               | 0          |            |                    |   |                |       |       |       |       |

### Premis
| Ronda                     | Premi (US$) | Punts |
| ------------------------- | ----------- | ----- |
| Campiona                  | 1.550.000   |       |
| Finalista                 | 780.000     |       |
| Round Robin (3 victòries) | 400.000     | 480   |
| Round Robin (2 victòries) | 300.000     | 320   |
| Round Robin (1 victòria)  | 200.000     | 160   |
| Round Robin (0 victòries) | 100.000     | 0     |
| Suplents                  | 50.000      |       |

## Dobles

### Classificació
| Rq | Jugadores                            | Punts | T  | Data de classificació  |
| -- | ------------------------------------ | ----- | -- | ---------------------- |
| 1  | Cara Black Liezel Huber              | 9100  | 20 | 9 de setembre de 2009  |
| 2  | Serena Williams Venus Williams       | 6750  | 5  | 29 de setembre de 2009 |
| 3  | Núria Llagostera María José Martínez | 6396  | 19 | 5 d'octubre de 2009    |
| 4  | Rennae Stubbs Samantha Stosur        | 5048  | 15 | 12 d'octubre de 2009   |
| S  | Su-Wei Hsieh Shuai Peng              | 4286  | 11 |                        |

### Premis
| Ronda          | Premi (US$) |
| -------------- | ----------- |
| Campiones      | 375.000     |
| Finalistes     | 187.500     |
| Semifinalistes | 93.750      |

- Els premis són per l'equip.